# Thornton, Lincolnshire
Thornton är en by i civil parish Roughton, i distriktet East Lindsey, i grevskapet Lincolnshire, i England. Byn är belägen 3 km från Horncastle. Thornton var en civil parish fram till 1987 när blev den en del av Roughton. Civil parish hade 86 invånare år 1961. Byn nämndes i Domedagsboken (Domesday Book) år 1086, och kallades då Torintune.